# Темплијерси Еленкур
Темплијерси Еленкур су клуб америчког фудбала из Еленкура у Француској. Основани су 1986. године и своје утакмице играју на стадиону Комплекс спортиф. Такмиче се тренутно у Првој лиги Француске, и Лиги шампиона - Група Запад.